# イシュタル門

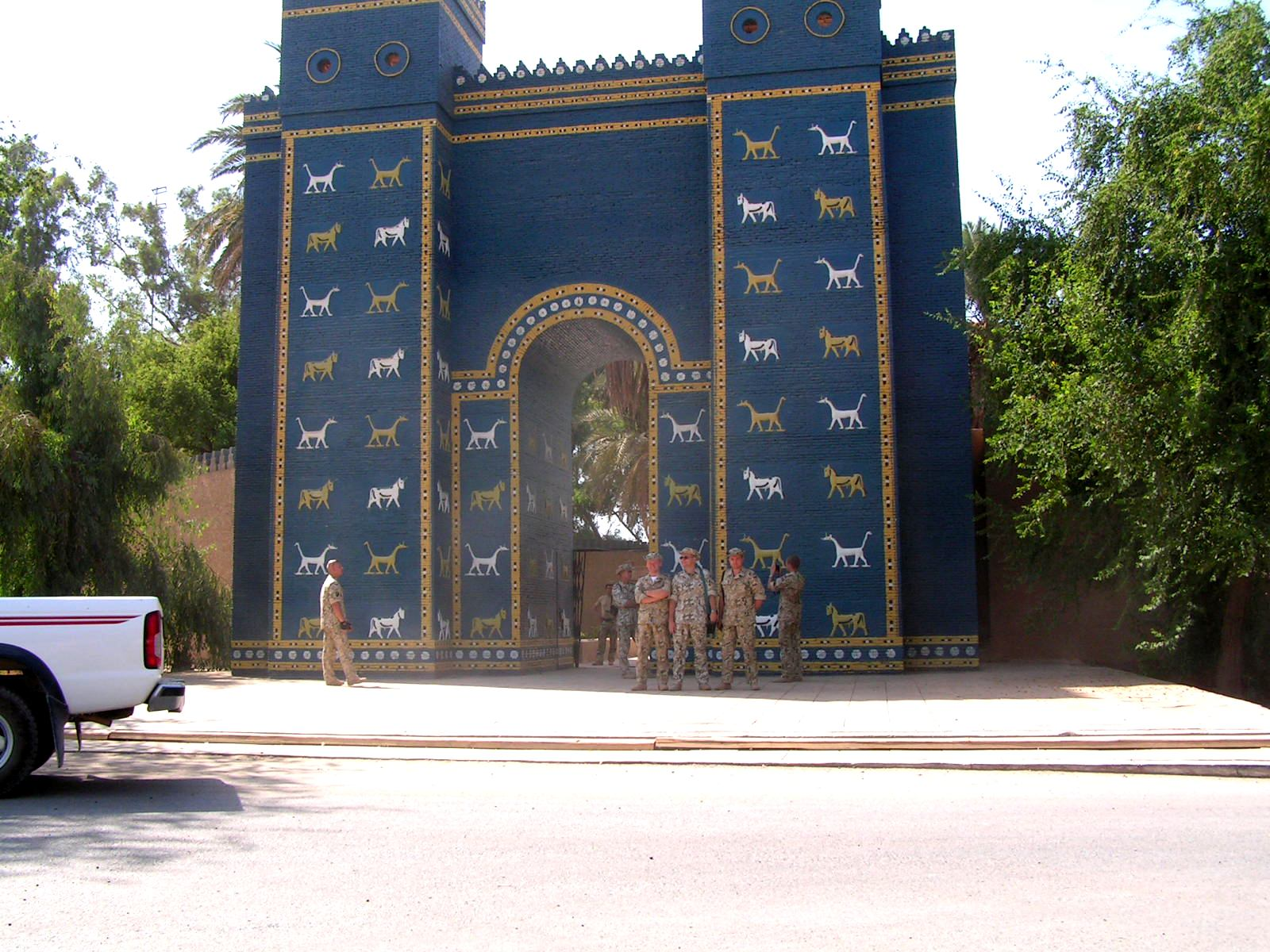
2004年に復元されたバビロンのイシュタル門

イシュタル門（英語: Ishtar Gate、アッシリア語:ܕܵܪܘܲܐܙܲܐ ܕܥܵܐܫܬܲܪ 音訳: Darwaza D'Ishtar, ペルシア語: دروازه ایشتار、アラビア語: بوابة عشتار）は、バビロンの北域に位置する、8番目の門。

## 歴史
紀元前575年、新バビロニアのネブカドネザル2世により建設された。青い釉薬瓦で、バビロンの女神イシュタルと共に、ムシュフシュ、オーロックスの浅浮き彫り（en）などが描かれている。それまで世界7不思議の一つとして数えられていたが、西暦6世紀、アレクサンドリアの大灯台に代わった。イシュタル門周囲の発掘をもとに、1930年代にはベルリンのペルガモン博物館にモザイクで彩られたイシュタル門の復元が完成した。またバビロンにも門と一部モザイクのレプリカが完成したが、イラク戦争で被害にあっている。

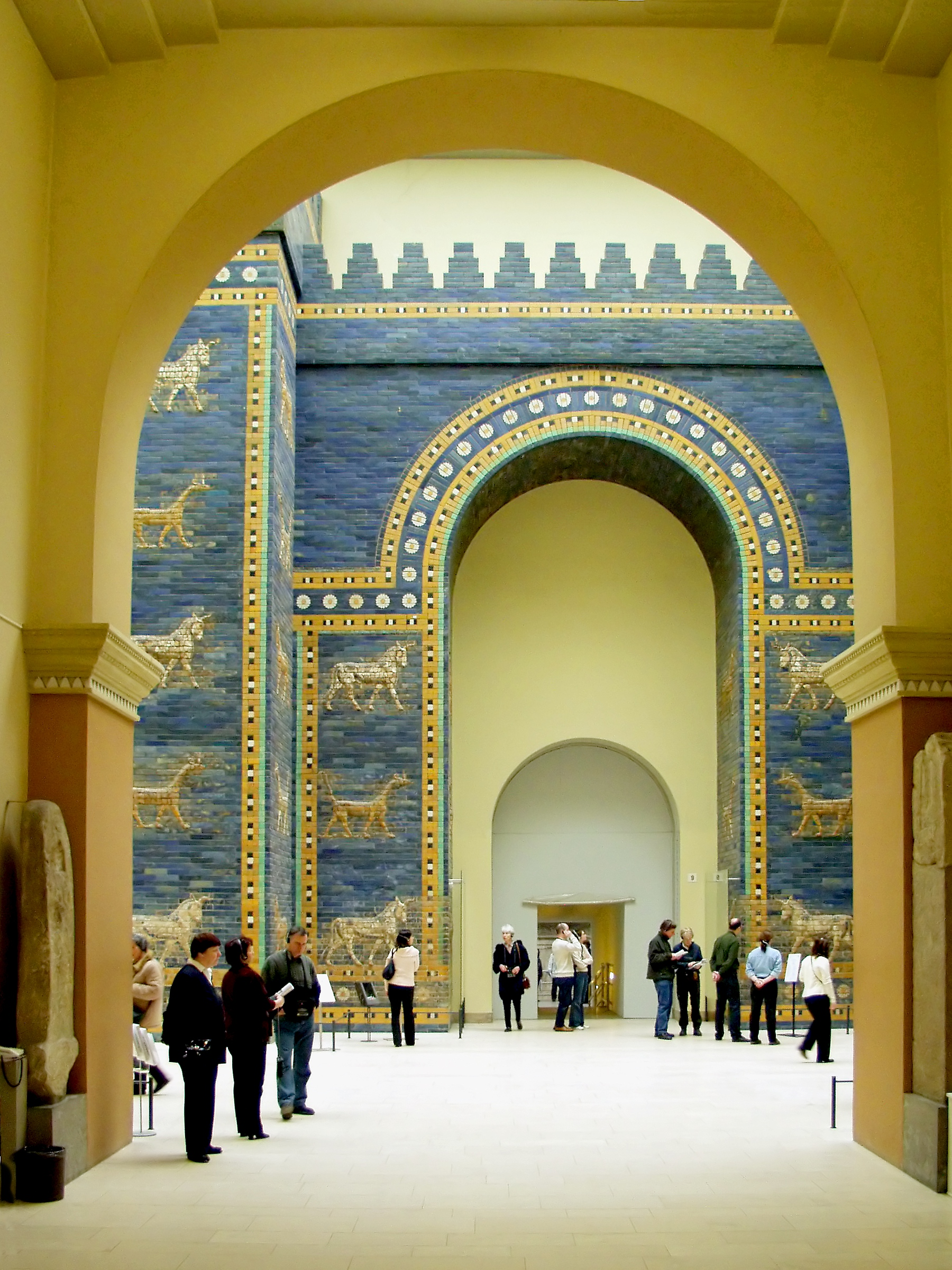
ペルガモン博物館（ベルリン）のイシュタル門
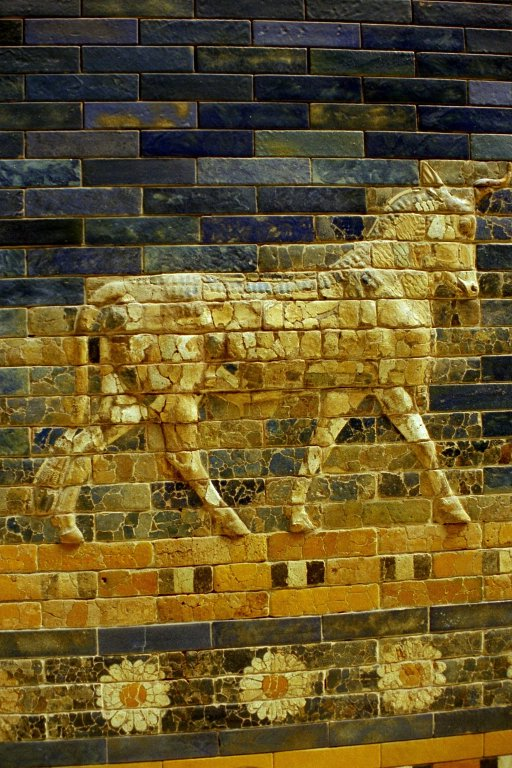
ペルガモン博物館の牡牛のレリーフ。失われていたタイルは補充されている
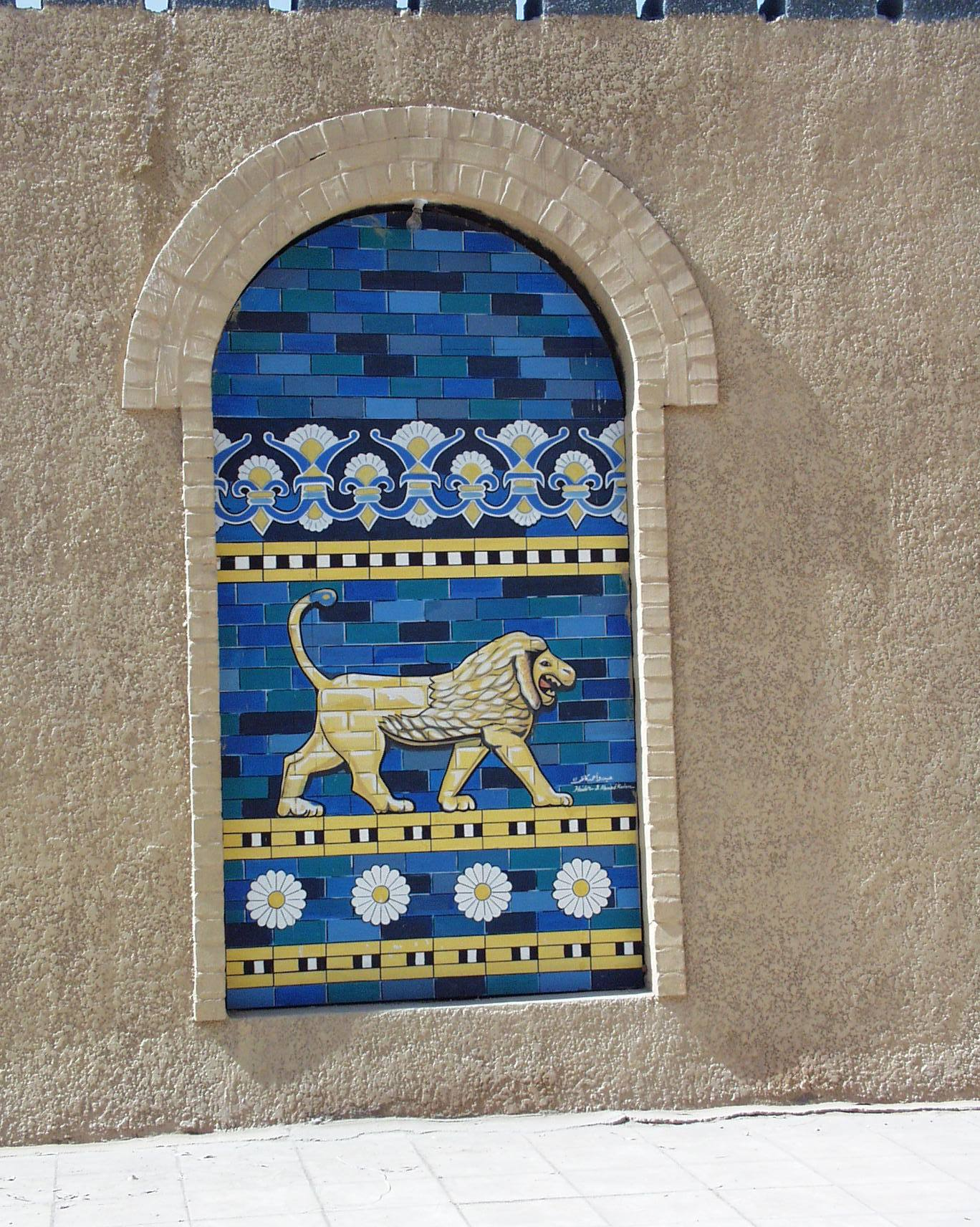
イラクのバビロンにあるレプリカ。ライオンのレリーフ
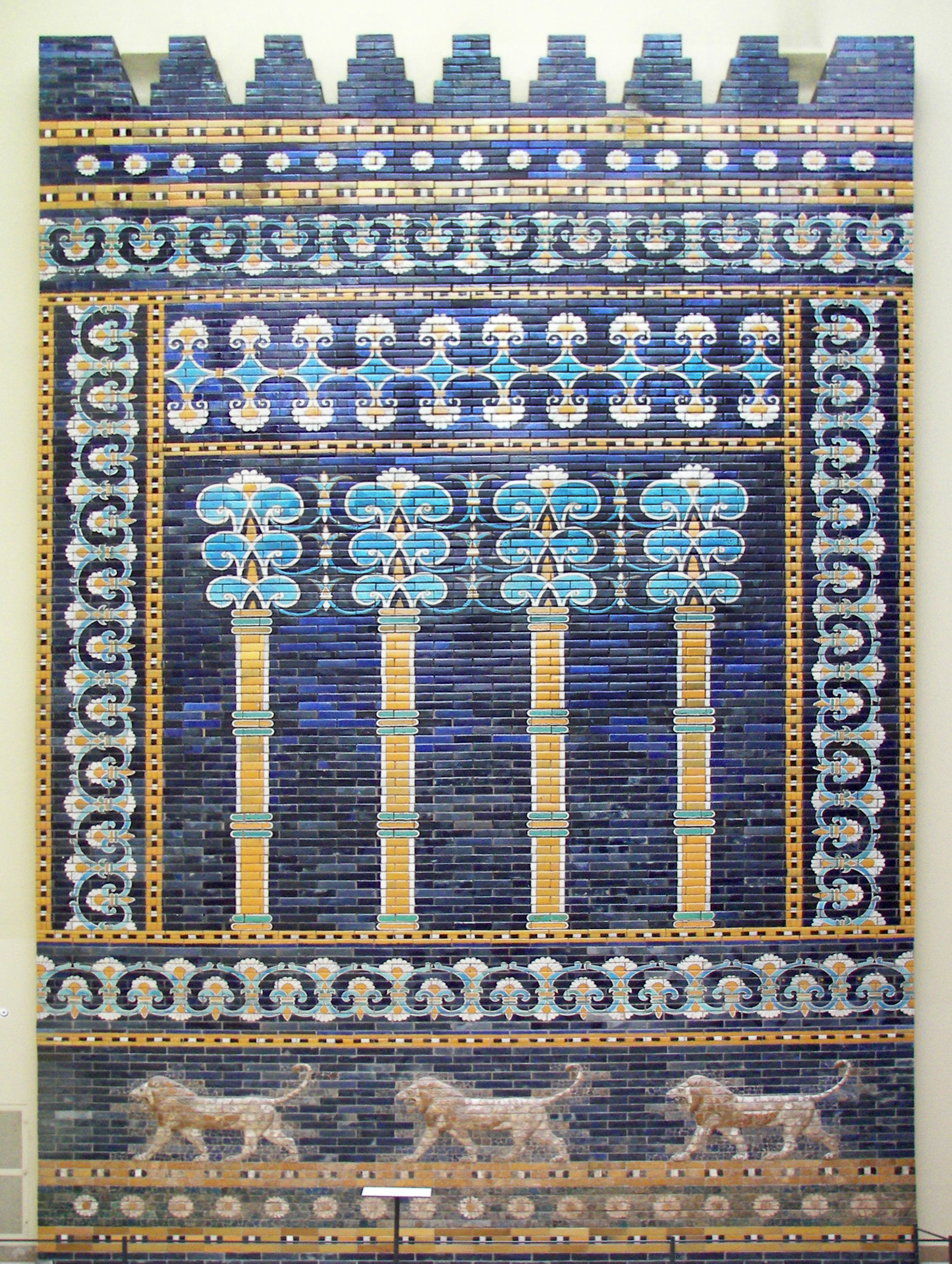
壁画